# Vicky Ford
Pour les articles homonymes, voir Ford (homonymie).
Victoria Grace Ford, dite Vicky Ford, née Pollock le 21 septembre 1967 à Omagh (Irlande du Nord), est une femme politique britannique. Membre du Parti conservateur, elle est députée de Chelmsford à la Chambre des communes du Royaume-Uni de 2017 à 2024. Elle siège auparavant au Parlement européen pour l'Angleterre de l'Est de 2009 à 2017.

## Résultats électoraux
| Élection | Circonscription | Parti | Parti        | Voix   | %    | Issue |
| -------- | --------------- | ----- | ------------ | ------ | ---- | ----- |
| 2017     | Chelmsford      |       | Conservateur | 30 525 | 53,7 | Élue  |
| 2019     | Chelmsford      |       | Conservateur | 31 934 | 55,9 | Élue  |

Élections générales britanniques de 2019 — Chelmsford :
| Parti politique         | Parti politique         | Nom                     | Voix   | %       | ±%    | Maj.   |
| ----------------------- | ----------------------- | ----------------------- | ------ | ------- | ----- | ------ |
|                         | Conservateur            | Vicky Ford (sortant)    | 31 934 | 55,9 %  | 2,2   | 17 621 |
|                         | Libéraux-démocrates     | Marie Goldman           | 14 313 | 25,06 % | 12,9  |        |
|                         | Travailliste            | Penny Richards          | 10 295 | 18,02 % | −11,8 |        |
|                         | Monster Raving Loony    | Mark Lawrence           | 580    | 1,02 %  | 1     |        |
| Total des votes valides | Total des votes valides | Total des votes valides | 57 122 | 100 %   |       |        |
| Électeurs inscrits      | Électeurs inscrits      | Électeurs inscrits      | 80 394 |         |       |        |